# NGC 2891
NGC 2891 je galaksija u zviježđu Kompasu.

## Vanjske poveznice
- SEDS: NGC 2891